# Laurent Fressinet
Laurent Fressinet, nascut l'1 de novembre de 1981 a Dacs (Landes), és un jugador d'escacs francès, que té el títol de Gran Mestre des de 2000. Està casat amb la Gran Mestre Femení (WGM) Almira Skripchenko. Campió de França el 2010 i el 2016 ha estat tres cops subcampió mundial per edats, i forma part de la generació de jugadors que van catapultar França a la quarta posició en el rànquing mundial d'escacs per països el 2006. Ha estat el tercer jugador francès de la història en formar part del grup dels súper-GM, en superar la barrera dels 2700 punts Elo.
A la llista d'Elo de la FIDE del gener de 2022, hi tenia un Elo de 2630 punts, cosa que en feia el jugador número 6 (en actiu) de França, i el 143è millor jugador del rànquing mundial. El seu màxim Elo va ser de 2718 punts, a la llista de setembre de 2010 (posició 28 al rànquing mundial).

## Resultats destacats en competició
Fressinet ha estat tres cops subcampió mundial per edats: el 1995 en categoria Sub-14, el 1997 en categoria Sub-16, i el 1999 en categoria Sub-18, i ha vençut en nombrosos torneigs internacionals.
El 2000 va empatar als llocs 2n-6è amb Johan Hellsten, Vladimir Baklan, Robert Fontaine i Erik Van den Doel a l'Abihome Open. El 2001 fou tercer, rere Vladimir Chuchelov i Einar Gausel al gran Obert d'escacs de Cappelle-la-Grande (hi participaven 702 jugadors, amb 92 Grans Mestres i 72 MI’s).
Ha estat Campió d'Europa de Clubs formant part del NAO Chess Club els anys 2003 i 2004. El 2004 va guanyar l'Obert d'Andorra, i fou subcampió de França, rere Joël Lautier, un lloc que repetí posteriorment el 2006 (el campió fou Vladislav Tkatxov).
El 2005 formà part de l'equip francès que quedà 3r al Campionat d'Europa per equips nacionals, rere els Països Baixos i Israel, i que vencé en el matx individual el potent equip rus, per primer cop en la història dels escacs francesos.
Després que el 2009 fos tercer al Campionat de França, a Nimes, rere el campió Vladislav Tkatxov i en Maxime Vachier-Lagrave (2n), Entre juliol i agost de 2010 participà en el fort torneig internacional San Juan, a Pamplona, on hi feu 6.5 punts de 9 partides, i empatà al primer lloc amb Radosław Wojtaszek.
L'agost de 2010 es proclamà, a Belfort, Campió de França, en vèncer Romain Édouard en el matx de desempat. La seva muller Almira Skripchenko acabava d'obtenir també el campionat de França femení. El 2011 no va poder reeditar el títol de Campió de França, i fou subcampió, rere Maxime Vachier-Lagrave.
Entre l'agost i el setembre de 2011 participà en la Copa del món de 2011, a Khanti-Mansisk, un torneig del cicle classificatori pel Campionat del món de 2013, i hi tingué una raonable actuació; avançà fins a la segona ronda, quan fou eliminat per Emil Sutovsky (½-1½).
El març de 2012 fou 2n al Campionat d'Europa absolut, a Plòvdiv (Bulgària), rere Dmitri Iakovenko, i per davant de Vladímir Malàkhov.
Entre abril i maig de 2013 participà en el fort Memorial Alekhine, i hi empatà als llocs 4t a 8è, amb 4½/9 punts.
L'agost de 2013 participà en la Copa del Món de 2013, on tingué una actuació regular, i arribà a la segona ronda, on fou eliminat per Vladímir Malàkhov 1-3.
L'agost del 2014 es va proclamar de nou campió de França a Nimes després de superar Etienne Bacrot.
El novembre de 2017 fou subcampió del Magistral Ciutat de Barcelona amb 6 punts de 9, els mateixos punts que Benjamin Gledura però amb pitjor desempat.
L'agost de 2019 empatà al primer lloc al Campió de França amb Maxime Lagarde, amb qui perdé el títol al tiebreak.

### Participació en olimpíades d'escacs
Fressinet ha participat, representant França, en set Olimpíades d'escacs entre els anys 2000 i 2014, amb un resultat de (+19 =31 –14), per un 53,9% de la puntuació. El seu millor resultat el va fer a l'Olimpíada del 2010 en puntuar 5 de 9 (+3 =4 -2), amb el 55,6% de la puntuació, amb una performance de 2667.